# Koradacheri
Koradacheri es una ciudad y nagar Panchayat situada en el distrito de Tiruvarur en el estado de Tamil Nadu (India). Su población es de 6450 habitantes (2011). Se encuentra a 17 km de Tiruvarur y a 42 km de Thanjavur.

## Demografía
Según el censo de 2011 la población de Koradacheri era de 6450 habitantes, de los cuales 3205 eran hombres y 3245 eran mujeres. Koradacheri tiene una tasa media de alfabetización del 88,87%, superior a la media estatal del 80,09%: la alfabetización masculina es del 93,40%, y la alfabetización femenina del 84,42%.

## Clima
| Parámetros climáticos promedio de Koradacheri (1981–1999, extremes 1975–1999) | Parámetros climáticos promedio de Koradacheri (1981–1999, extremes 1975–1999) | Parámetros climáticos promedio de Koradacheri (1981–1999, extremes 1975–1999) | Parámetros climáticos promedio de Koradacheri (1981–1999, extremes 1975–1999) | Parámetros climáticos promedio de Koradacheri (1981–1999, extremes 1975–1999) | Parámetros climáticos promedio de Koradacheri (1981–1999, extremes 1975–1999) | Parámetros climáticos promedio de Koradacheri (1981–1999, extremes 1975–1999) | Parámetros climáticos promedio de Koradacheri (1981–1999, extremes 1975–1999) | Parámetros climáticos promedio de Koradacheri (1981–1999, extremes 1975–1999) | Parámetros climáticos promedio de Koradacheri (1981–1999, extremes 1975–1999) | Parámetros climáticos promedio de Koradacheri (1981–1999, extremes 1975–1999) | Parámetros climáticos promedio de Koradacheri (1981–1999, extremes 1975–1999) | Parámetros climáticos promedio de Koradacheri (1981–1999, extremes 1975–1999) | Parámetros climáticos promedio de Koradacheri (1981–1999, extremes 1975–1999) |
| Mes                                                                           | Ene.                                                                          | Feb.                                                                          | Mar.                                                                          | Abr.                                                                          | May.                                                                          | Jun.                                                                          | Jul.                                                                          | Ago.                                                                          | Sep.                                                                          | Oct.                                                                          | Nov.                                                                          | Dic.                                                                          | Anual                                                                         |
| ----------------------------------------------------------------------------- | ----------------------------------------------------------------------------- | ----------------------------------------------------------------------------- | ----------------------------------------------------------------------------- | ----------------------------------------------------------------------------- | ----------------------------------------------------------------------------- | ----------------------------------------------------------------------------- | ----------------------------------------------------------------------------- | ----------------------------------------------------------------------------- | ----------------------------------------------------------------------------- | ----------------------------------------------------------------------------- | ----------------------------------------------------------------------------- | ----------------------------------------------------------------------------- | ----------------------------------------------------------------------------- |
| Temp. máx. abs. (°C)                                                          | 34.8                                                                          | 37.0                                                                          | 40.2                                                                          | 42.4                                                                          | 42.6                                                                          | 42.0                                                                          | 41.2                                                                          | 40.0                                                                          | 39.6                                                                          | 37.8                                                                          | 35.5                                                                          | 35.2                                                                          | 42.6                                                                          |
| Temp. máx. media (°C)                                                         | 29.9                                                                          | 32.6                                                                          | 35.4                                                                          | 37.7                                                                          | 38.6                                                                          | 37.6                                                                          | 36.3                                                                          | 36.0                                                                          | 35.2                                                                          | 33.2                                                                          | 30.0                                                                          | 28.8                                                                          | 34.3                                                                          |
| Temp. mín. media (°C)                                                         | 20.6                                                                          | 20.9                                                                          | 23.4                                                                          | 26.0                                                                          | 27.1                                                                          | 26.7                                                                          | 26.0                                                                          | 25.4                                                                          | 24.9                                                                          | 24.3                                                                          | 22.8                                                                          | 21.5                                                                          | 24.1                                                                          |
| Temp. mín. abs. (°C)                                                          | 15.8                                                                          | 15.0                                                                          | 17.6                                                                          | 19.8                                                                          | 21.6                                                                          | 21.2                                                                          | 21.5                                                                          | 20.0                                                                          | 20.0                                                                          | 19.6                                                                          | 18.0                                                                          | 15.0                                                                          | 15.0                                                                          |
| Lluvias (mm)                                                                  | 28.0                                                                          | 22.9                                                                          | 10.4                                                                          | 13.3                                                                          | 36.1                                                                          | 53.2                                                                          | 63.8                                                                          | 79.6                                                                          | 97.0                                                                          | 147.5                                                                         | 271.4                                                                         | 213.1                                                                         | 1036.2                                                                        |
| Días de lluvias (≥ 1 mm)                                                      | 1.9                                                                           | 1.1                                                                           | 0.4                                                                           | 1.1                                                                           | 2.0                                                                           | 2.7                                                                           | 3.1                                                                           | 4.0                                                                           | 5.4                                                                           | 8.0                                                                           | 9.8                                                                           | 7.4                                                                           | 46.8                                                                          |
| Humedad relativa (%)                                                          | 76                                                                            | 63                                                                            | 58                                                                            | 53                                                                            | 55                                                                            | 54                                                                            | 57                                                                            | 57                                                                            | 63                                                                            | 72                                                                            | 82                                                                            | 83                                                                            | 65                                                                            |
| Fuente: India Meteorological Department                                       |                                                                               |                                                                               |                                                                               |                                                                               |                                                                               |                                                                               |                                                                               |                                                                               |                                                                               |                                                                               |                                                                               |                                                                               |                                                                               |